# 上宮寺
上宮寺（じょうぐうじ）は、愛知県岡崎市上佐々木町にある寺。本證寺（安城市野寺町）、勝鬘寺（岡崎市針崎町）とともに、三河一向一揆を主導した「三河三ヶ寺」のひとつ。

## 沿革
推古天皇6年（598年）、聖徳太子は仏法興隆のために全国を行啓した。太子は、三河国に立ち寄ったとき、一本の霊樹を発見した。その霊樹で自らの像を作り、当寺を興隆し仏法弘通の地とした。
本證寺、上宮寺、勝鬘寺は浄土真宗における「三河三か寺」（三河触頭三ヶ寺）とされる。なお、三河三か寺の末寺として「浜の三か寺」もあり、本證寺の末寺として恩任寺、上宮寺の末寺として専修坊、勝鬘寺の末寺として西方寺が浜の三か寺とされた。
1988年（昭和63年）に本堂や庫裏が全焼したが、 1996年（平成8年）に銅版屋根で再建された 。

## 文化財
- 上宮寺境内地 - 岡崎市指定文化財（史跡）。1962年（昭和37年）6月15日指定[5]